# Колс (округ)
Колс (англ. Coles County) — округ в штате Иллинойс, США. Официально образован в 1830 году. По состоянию на 2010 год, численность населения составляла 53 873 человека.

## География
По данным Бюро переписи США, общая площадь округа равняется 1 320,901 км2, из которых 1 315,721 км2 — суша, и 1,800 км2, или 0,400 %, это водоёмы.

## Население
По данным переписи населения 2000 года в округе проживает 53 196 жителей в составе 21 043 домашних хозяйств и 12 078 семей. Плотность населения составляет 40,00 человек на км2. На территории округа насчитывается 22 768 жилых строений, при плотности застройки около 17,00-ти строений на км2. Расовый состав населения: белые — 95,37 %, афроамериканцы — 2,28 %, коренные американцы (индейцы) — 0,20 %, азиаты — 0,79 %, гавайцы — 0,05 %, представители других рас — 0,41 %, представители двух или более рас — 0,90 %. Испаноязычные составляли 1,39 % населения независимо от расы.
В составе 26,10 % из общего числа домашних хозяйств проживают дети в возрасте до 18 лет, 46,20 % домашних хозяйств представляют собой супружеские пары проживающие вместе, 8,30 % домашних хозяйств представляют собой одиноких женщин без супруга, 42,60 % домашних хозяйств не имеют отношения к семьям, 31,20 % домашних хозяйств состоят из одного человека, 11,20 % домашних хозяйств состоят из престарелых (65 лет и старше), проживающих в одиночестве. Средний размер домашнего хозяйства составляет 2,31 человека, и средний размер семьи — 2,91 человека.
Возрастной состав округа: 19,70 % — моложе 18 лет, 23,50 % — от 18 до 24, 23,80 % — от 25 до 44, 19,70 % — от 45 до 64, и 19,70 % — от 65 и старше. Средний возраст жителя округа — 31 год. На каждые 100 женщин приходится 91,30 мужчин. На каждые 100 женщин старше 18 лет приходится 88,10 мужчин.
Средний доход на домохозяйство в округе составлял 32 286 USD, на семью — 45 708 USD. Среднестатистический заработок мужчины был 32 831 USD против 21 923 USD для женщины. Доход на душу населения составлял 17 370 USD. Около 7,50 % семей и 17,50 % общего населения находились ниже черты бедности, в том числе — 11,40 % молодежи (тех, кому ещё не исполнилось 18 лет) и 9,30 % тех, кому было уже больше 65 лет.